# Jaden Schwartz
Jaden Schwartz (né le 25 juin 1992 à Melfort dans la province de la Saskatchewan) est un joueur professionnel canadien de hockey sur glace. Il évolue au poste d'attaquant. Il est le frère de Rylan Schwartz.

## Biographie

### Carrière en club
En 2007, il débute dans la ligue de hockey Midget AAA de la Saskatchewan avec les Hounds de Notre Dame. Un an plus tard, il découvre la Ligue de hockey junior de la Saskatchewan. Il est nommé meilleur espoir alors que son frère et coéquipier Rylan termine meilleur pointeur et reçoit le titre de meilleur joueur de la ligue. Il part alors dans la United States Hockey League. Lors du repêchage d'entrée dans la LNH 2010, il est choisi au premier tour, à la 14e place au total par les Blues de Saint-Louis, le jour de son dix-huitième anniversaire. Il retrouve son frère à Colorado College dans la NCAA pour la saison 2010-2011. Le 17 mars 2012, il joue son premier match professionnel avec les Blues dans la Ligue nationale de hockey. Il marque son premier but face au Lightning de Tampa Bay et leur gardien Dwayne Roloson.

### Carrière internationale
Il représente l'équipe du Canada en sélections jeunes.

## Statistiques

### En club
| Saison     | Équipe                     | Ligue      |     | Saison régulière | Saison régulière | Saison régulière | Saison régulière | Saison régulière |    | Séries éliminatoires | Séries éliminatoires | Séries éliminatoires | Séries éliminatoires | Séries éliminatoires |
| Saison     | Équipe                     | Ligue      | PJ  | B                | A                | Pts              | Pun              | PJ               | B  | A                    | Pts                  | Pun                  |                      |                      |
| 2007-2008  | Hounds de Notre Dame       | Midget AAA | 44  | 29               | 72               | 111              | 22               |                  |    |                      |                      |                      |                      |                      |
| 2008-2009  | Hounds de Notre Dame       | LHJS       | 46  | 34               | 42               | 76               | 15               |                  |    |                      |                      |                      |                      |                      |
| 2009-2010  | Storm de Tri-City          | USHL       | 60  | 33               | 50               | 83               | 18               | 3                | 3  | 0                    | 3                    | 0                    |                      |                      |
| 2010-2011  | Tigers de Colorado College | NCAA       | 30  | 17               | 30               | 47               | 22               | -                | -  | -                    | -                    | -                    |                      |                      |
| 2011-2012  | Tigers de Colorado College | NCAA       | 30  | 15               | 26               | 41               | 18               | -                | -  | -                    | -                    | -                    |                      |                      |
| 2011-2012  | Blues de Saint-Louis       | LNH        | 7   | 2                | 1                | 3                | 0                | -                | -  | -                    | -                    | -                    |                      |                      |
| 2012-2013  | Rivermen de Peoria         | LAH        | 33  | 9                | 10               | 19               | 14               | -                | -  | -                    | -                    | -                    |                      |                      |
| 2012-2013  | Blues de Saint-Louis       | LNH        | 45  | 7                | 6                | 13               | 4                | 6                | 0  | 1                    | 1                    | 2                    |                      |                      |
| 2013-2014  | Blues de Saint-Louis       | LNH        | 80  | 25               | 31               | 56               | 27               | 6                | 1  | 2                    | 3                    | 0                    |                      |                      |
| 2014-2015  | Blues de Saint-Louis       | LNH        | 75  | 28               | 35               | 63               | 16               | 6                | 1  | 2                    | 3                    | 0                    |                      |                      |
| 2015-2016  | Blues de Saint-Louis       | LNH        | 33  | 8                | 14               | 22               | 8                | 20               | 4  | 10                   | 14                   | 6                    |                      |                      |
| 2016-2017  | Blues de Saint-Louis       | LNH        | 78  | 19               | 36               | 55               | 18               | 11               | 4  | 5                    | 9                    | 2                    |                      |                      |
| 2017-2018  | Blues de Saint-Louis       | LNH        | 62  | 24               | 35               | 59               | 26               | -                | -  | -                    | -                    | -                    |                      |                      |
| 2018-2019  | Blues de Saint-Louis       | LNH        | 69  | 11               | 25               | 36               | 16               | 26               | 12 | 8                    | 20                   | 2                    |                      |                      |
| 2019-2020  | Blues de Saint-Louis       | LNH        | 71  | 22               | 35               | 57               | 18               | 9                | 4  | 0                    | 4                    | 4                    |                      |                      |
| 2020-2021  | Blues de Saint-Louis       | LNH        | 40  | 8                | 13               | 21               | 20               | 4                | 0  | 0                    | 0                    | 0                    |                      |                      |
| 2021-2022  | Kraken de Seattle          | LNH        | 37  | 8                | 15               | 23               | 14               | -                | -  | -                    | -                    | -                    |                      |                      |
| 2022-2023  | Kraken de Seattle          | LNH        | 71  | 21               | 19               | 40               | 22               | 14               | 5  | 5                    | 10                   | 2                    |                      |                      |
| 2023-2024  | Kraken de Seattle          | LNH        | 62  | 13               | 17               | 30               | 24               | -                | -  | -                    | -                    | -                    |                      |                      |
| Totaux LNH | Totaux LNH                 | Totaux LNH | 730 | 196              | 282              | 478              | 213              | 102              | 31 | 33                   | 64                   | 18                   |                      |                      |

### En équipe nationale
| Année | Équipe     | Compétition                 |   | PJ | B | A | Pts | Pun | +/-                |  | Résultat |
| 2011  | Canada U20 | Championnat du monde junior | 2 | 1  | 2 | 3 | 0   | -1  | Médaille d'argent  |  |          |
| 2012  | Canada U20 | Championnat du monde junior | 6 | 2  | 3 | 5 | 4   | +2  | Médaille de bronze |  |          |
| 2013  | Canada     | Championnat du monde        | - | -  | - | - | -   | -   | 5e place           |  |          |
| 2018  | Canada     | Championnat du monde        | 8 | 0  | 4 | 4 | 0   | +6  | 4e place           |  |          |

## Trophées et honneurs personnels

### Ligue de hockey Midget AAA de la Saskatchewan
- 2008 : participe au Match des étoiles avec l'équipe Sud

### Ligue de hockey junior de la Saskatchewan
- 2009 : nommé recrue de la saison

### United States Hockey League
- 2010 : participe au Match des étoiles
- 2010 : termine meilleur pointeur
- 2010 : nommé meilleur attaquant
- 2010 : nommé dans la première équipe d'étoiles

### LNH
- 2018-2019 : champion de la coupe Stanley avec les Blues de Saint-Louis